# Tartarus mullamullangensis
Espèce
Tartarus mullamullangensis est une espèce d'araignées aranéomorphes de la famille des Stiphidiidae.

## Distribution
Cette espèce est endémique du Goldfields-Esperance en Australie-Occidentale,. Elle se rencontre dans la grotte Mullamullang Cave dans la plaine de Nullarbor.

## Description
Cette araignée est anophtalme et décolorée par adaptation à la vie troglobie.
La carapace du mâle holotype mesure 5,75 mm de long sur 4,17 mm de large, son abdomen 6,33 mm de long sur 4,33 mm de large. La carapace de la femelle subadulte paratype mesure 5,51 mm de long sur 4,19 mm de large, son abdomen 6,64 mm de long sur 3,32 mm de large.

## Étymologie
Son nom d'espèce, composé de mullamullang et du suffixe latin -ensis, « qui vit dans, qui habite », lui a été donné en référence au lieu de sa découverte, la Mullamullang Cave.

## Publication originale
- Gray, 1973 : Cavernicolous spiders from the Nullarbor Plain and south-west Australia. Australian Journal of Entomology, vol. 12, p. 207-221 (texte intégral).